# 129196 Mitchbeiser
129196 Mitchbeiser este o planetă minoră (asteroid) din centura de asteroizi. A fost descoperită pe 30 iunie 2005 la Catalina Station⁠(d) de Catalina Sky Survey. 
Obiectul prezintă o orbită caracterizată de o semiaxă mare de 2,3682583982773 UAi, o excentricitate de 0,22, o înclinație de 3,4 ° în raport cu ecliptica.